# Ангелы ада ’69
«Ангелы ада ’69» (англ. Нell’s Angels ’69) — фильм 1969 года режиссёра Ли Мэддена с Джереми Слэйтом и Томом Стерном в главных ролях.
По мнению ряда исследователей, «Ангелы ада ’69» относятся к числу лучших байкерских фильмов.

## Сюжет
Действие фильма начинаются в Лос-Анджелесе, где перед зрителями предстают двое небедных братьев. Чак и Уэс ведут беззаботный образ жизни с легкими наркотиками, тусовками с богемой и т. п. развлечениями. При этом парни продумывают план, как ограбить казино в Лас-Вегасе. Для его осуществления они приезжают к байкерам из известного мотоклуба Hells Angels, проводят с ними много времени, и в итоге их принимают как своих. Братья с блеском проворачивают ограбление казино, подставив при этом мотоклуб. У грабителей все вышло удачно, но они забыли одну деталь — никто не делает дураков из Hells Angels. Братья, преследуемые полицией и «Ангелами ада», гибнут в горах.

## В ролях
- Том Стерн — Чак
- Джереми Слейт — Уэс
- Конни Ван Дайк — Бетси
- Сонни Баргер — Сонни
- Джон Трейси — Бродяга Терри
- Оклендские Ангелы ада — в роли самих себя